# ОФ-93
ОФ-93 (ружьё охотничье фермерское) — российское охотничье ружьё со сменным стволами.

## Конструкция
Без установленного вкладного ствола ружьё представляет собой устройство для запуска сигнальных и осветительных ракет 4 калибра (26 мм). Рамка сигнального пистолета выполнена из лёгкого сплава. Клавиша выключения предохранителя расположена на передней части пистолетной рукояти. Снятие с предохранителя, взведение боевой пружины и постановка курка на боевой взвод происходит при обхвате пистолетной рукояти рукой. Отпирание затвора осуществляется клавишей рычага, расположенной слева над рукоятью.

## Варианты
- ОФ-93-01 — ружьё 12 калибра без цевья и с прикладом из стальной проволоки.
- ОФ-93-01Ш — вариант ружья 12 калибра в штучном исполнении. Отличался от моделей рядового исполнения повышенными характеристиками кучности боя, улучшении защитно-декоративного покрытия и в способе консервации, обеспечивающем более длительный срок хранения ружья.
- ОФ-93-01П — вариант ружья 12 калибра с полимерным прикладом и цевьём.

Изготовителем были заявлены 18 моделей ружья, отличавшихся калибрами гладких и нарезных стволов в комплекте, но большинство ружей в продаже оснащались только стволом 12 калибра.

### МФУ-92
Ружьё, выпускавшееся ЦКБА. Полное наименование — «устройство МФУ-92». Основные отличия от ОФ-93 заключались в способе крепления приклада и наличии мушки на стволе сигнального устройства.

## Стрельба летающими шприцами
Оружие могло быть использовано для дистанционного обездвиживания, вакцинирования и лечения домашних животных при использовании летающего шприца и принадлежностей для его отстрела. Дистанция полёта шприца для обездвиживания — 5-40 м, для вакцинации и лечения — до 5 м. Изготовителем была заявлена возможность метания летающих шприцов ШЛ-28 из стволов 12 и 28 калибров. Шприц запускался с помощью монтажного патрона.